# トヨタコミュニケーションシステム
株式会社トヨタコミュニケーションシステム（英：Toyota Communication Systems Co., Ltd.　略称：TCS）は、かつて存在したトヨタグループに属するITソリューション事業会社である。

## 概要
1990から91年にかけてトヨタ自動車の情報システム部門が分離独立し、ベンダー各社との共同出資により合弁会社3社（トヨタシステムリサーチ（TSR）、トヨタソフトエンジニアリング（TSE）、トヨタシステムインターナショナル（TSI））が設立された。
2001年、これら3社が合併したことによりTCSが発足。TCSは「トヨタ自動車が世界一のIT企業を目指して設立した会社」とされている。
2019年1月に株式会社トヨタシステムズに再編された。

### カンパニースローガン
Do IT now for TCS! (TCS stands for Tomorrow, Customers, Society and ourselves.)

## 事業所
- 本社 - 名古屋市東区泉1-23-22　トヨタホーム栄ビル7F
- 豊田事業所 - 豊田市喜多町1-140 ギャザビル5F
- 名駅分室 - 名古屋市中村区名駅3-13-5 名古屋ダイヤビルディング3号館6F

## 沿革
- 2001年4月 ‐ トヨタシステムリサーチ（TSR）、トヨタソフトエンジニアリング（TSE）、トヨタシステムインターナショナル（TSI）の3社が合併し、トヨタコミュニケーションシステム（TCS）を設立（存続会社はTSI）。
- 2006年4月 ‐ トヨタテクノサービス、トヨタマックスとの間で企業再編を実施。新設されたトヨタテクニカルディベロップメントに対してCAE部門並びに電子技術部門を移管[2]。
- 2011年7月 - 株式会社トヨタケーラム（TCI）を子会社化。
- 2012年9月 - Toyota Tsusho Network Integration Asia Pte.Ltd.と資本提携。
- 2015年
  - 4月 - トヨタケーラムと吸収分割方式により事業再編[3]。
  - 6月 - 株式会社トヨタデジタルクルーズ（TDC）と資本提携。
- 2019年1月 - 当社、TDC、TCIの3社を統合し、株式会社トヨタシステムズを設立（存続会社は当社）[4]。

## 事業内容

### 研究開発（R&D）
- 先端技術、システム共通基盤、システム開発技術の調査・研究開発

### ES：エンジニアリングシステム
トヨタ自動車の車両開発工程（企画～発売準備）における技術系業務システムの開発
1. CG（Computer Graphics）/CAD関連システム、画像処理、統計処理を用いたプロセス改革支援
2. 各種解析やシミュレーションを行うためのCAE（Computer-Aided Engineering）システム
3. 設計データ共有化を実現するPDM（Product Data Management）システム
4. 電技系システム、制御分野を支援するMBD（Model-Based Development）、小型情報端末
5. データ活用（デジタルマーケティング支援、データ正活動推進）

### BS：ビジネスシステム
- トヨタ自動車の事務系基幹業務システムの開発（車両開発、調達、生産、物流、販売、アフターサービス、一般管理等）

1. 営業システム（新車、中古車の販売実績、車両点検のサービス実績等、販売店の営業支援）
2. 技術・生技システム（部品表システム、出図管理システム、原価企画システム）
3. 生産・物流システム（トヨタIMVプロジェクトに代表されるグローバルサプライチェーン）
4. 調達システム（世界各地のサプライヤーを繋ぐグローバル調達システム）
5. 販売関連システム、トヨタホーム関連システム
6. 一般管理システム（経理・財務システム、連結決算システム）

### FS：ファイナンスシステム
- トヨタファイナンシャルサービス、トヨタファイナンス向け情報システムの開発・維持・運用

### SS：システムサービス
- トヨタ自動車向けインフラ、運用サービス、情報セキュリティ対策

### その他
- 中部国際空港（フライト関連システム）、愛・地球博2005（会計・売上管理システム）、ラグーナ蒲郡（基幹系システム）等